# NGC 5296
NGC 5296 је лентикуларна галаксија у сазвежђу Ловачки пси која се налази на NGC листи објеката дубоког неба.
Деклинација објекта је + 43° 51' 6" а ректасцензија 13h 46m 18,6s. Привидна величина (магнитуда) објекта NGC 5296 износи 14,4 а фотографска магнитуда 15,3. Налази се на удаљености од 37,8000 милиона парсека од Сунца. NGC 5296 је још познат и под ознакама MCG 7-28-62, CGCG 218-44, NPM1G +44.0258, KCPG 394A, PGC 48811.